# Фајерстоун (Колорадо)
Фајерстоун (енгл. Firestone) град је у америчкој савезној држави Колорадо.

## Демографија
По попису из 2010. године број становника је 10.147, што је 8.239 (431,8%) становника више него 2000. године.
| Група             | 2000.         | 2010.         |
| Белци             | 1.323 (69,3%) | 8.110 (79,9%) |
| Афроамериканци    | 8 (0,4%)      | 73 (0,7%)     |
| Азијати           | 11 (0,6%)     | 147 (1,4%)    |
| Хиспаноамериканци | 528 (27,7%)   | 1.642 (16,2%) |
| Укупно            | 1.908         | 10.147        |